# Bulbophyllum rhizomatosum
Bulbophyllum rhizomatosum är en orkidéart som beskrevs av Oakes Ames och Charles Schweinfurth. Bulbophyllum rhizomatosum ingår i släktet Bulbophyllum och familjen orkidéer. Inga underarter finns listade i Catalogue of Life.